# چارلز دنی (دوچرخه‌سوار)
چارلز دنی (انگلیسی: Charles Denny; ۰ فوریهٔ ۱۸۸۵ – تاریخ ورودی نامعتبر است) دوچرخه‌سوار اهل بریتانیا بود.
وی در مسابقات کشوری و بین‌المللی در مجموع برندهٔ ۱ مدال نقره شده‌است.